# Live in Brussels
Live in Brussels ist ein Jazzalbum von Franz Hautzinger, Julo Fujak und Zsolt Sőrés. Die am 5. November 2011 live im Studio Odeon 120 in Brüssel entstandenen Aufnahmen erschienen 2013 auf dem slowakischen Lebel Hevhetia TUNE, die digitale Ausgabe als Download bei Trost Records.

## Hintergrund
Dieses Treffen dreier verschiedener europäischer Klangkünstler – der Österreicher Franz Hautzinger an der Vierteltontrompete, der Slowake Julo Fujak am präparierten Piano, der gestrichenen Bassgitarre und verschiedenen Objekten sowie der Ungar Zsolt Sörés an der Bratsche und Elektronik – wurde im November 2011 live im Brüsseler Studio Odeon 120 aufgezeichnet.

## Titelliste
- Franz Hautzinger / Julo Fujak / Zsolt Sörés: Live in Brussels (Hev-Het TUNE, EH 0040-2-331; Trost Records)[1]

1. Live in Brussels, Pt. 1 18:34
2. Live in Brussels, Pt. 2 7:34
3. Live in Brussels, Pt. 3 21:38

Die Kompositionen stammen von Franz Hautzinger, Julo Fujak und Zsolt Sörés.

## Rezeption

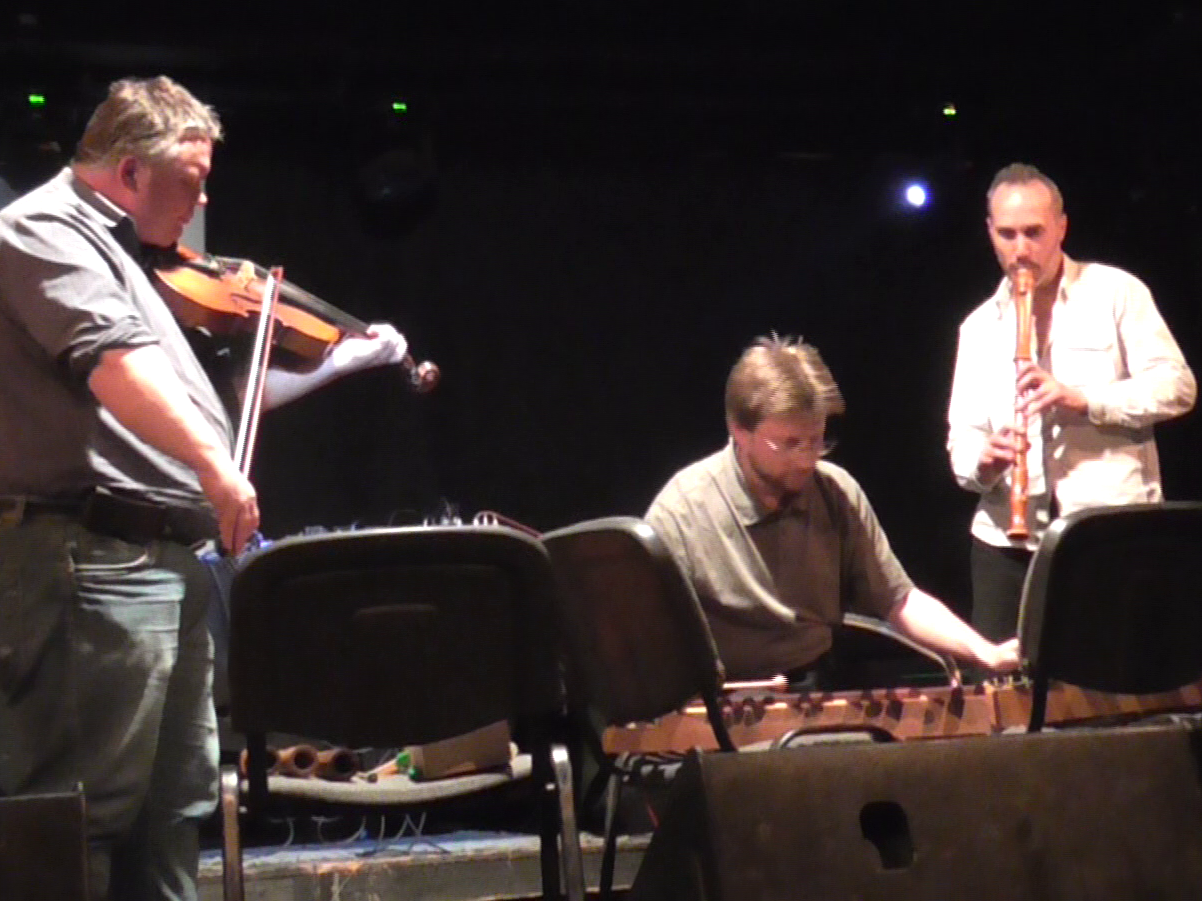
Der Bratschist Zsolt Sőrés mit der „4'34 Camerata“ (2015)

Nach Ansicht von Eyal Hareuveni, der das Album in All About Jazz rezensierte, würde die höchst originelle Art und Weise der Klangerzeugung und -gestaltung dieser drei Musiker und ihre unterschiedlichen Vorstellungen von Zeit, Raum und Puls eine sensible, unmittelbare und präzise Herangehensweise erfordern, um stimmige Klanggerüste zu strukturieren. Hautzinger, Fujak und Sörés würden geduldig die expressionistischen und poetischen Klangereignisse strukturieren, diese Ereignisse in nuancierten Texturen kontextualisieren und jeden Versuch außer Acht lassen, diese spontanen Ereignisse in konventionelle syntaktische Regeln einzuschließen. Dennoch werde die Interaktion mit der weiteren Entwicklung dieses Treffens intimer, fantasievoller und tiefgründiger. Es sei geprägt von zarten und sparsamen, fast transparenten Klängen, die die gemeinsame Richtung erhellen. Wenn das Trio mit seiner dritten und letzten 21-minütigen Improvisation beginnt, sei der unmittelbare Fluss neuer, einzigartiger Klänge und Ideen bereits organisch, pulsiere und umfasse die unterschiedlichen Ansätze und verstärke sogar die klanglichen Unterschiede.
Jeder Teilnehmer komme aus einem anderen Land, was die Transzendenz der improvisierten Musik über die Geographie bestätige, schrieb Ken Waxman in JazzWord. Hautzinger, Fujak und Sörés würden dem Programm Echtzeit- und reale Klanganspielungen hinzufügen und eine temperamentvollere Schnittstelle als die präsentieren, die von hermetischeren Meistern der Gruppendynamik wie AMM entwickelt wurde. Während unzusammenhängendes Rumpeln, Schnörkel, Vibrationen und Schlieren zu Sequenzen werden, die mit anderen Motiven verschmelzen oder diese abstoßen, entstünden neuartige Resonanzen. So erklinge etwa mitten in „Part I“ plötzlich eine gepfiffene Melodie, als wolle jemand das Thema aus A Fistful of Dollars einleiten. Dies sei ein Album, das sich vor allem an diejenigen richte, die sich darauf konzentrieren möchten, den Schöpfungsmethoden versierter technischer Entdecker zu folgen und auf den Reiz der Vollendung zu verzichten. Bei so hoher Improvisationsqualität könne diese Vorgehensweise jedoch für viele möglich sein.